# My Love (Justin Timberlake-dal)
A My Love egy dal, melynek szerzője és előadója Justin Timberlake. A dal szerzői még Timbaland, Danja és az amerikai rapper T.I. is. A dal második kislemezként lett kimásolva Timberlake második nagylemezéről, a FutureSex/LoveSoundsról. A szerzemény 2007-ben elnyerte a Legjobb Rap/Sung Együttműködésének járó Grammy-díjat.
Az album első kislemeze a SexyBack volt, mely hatalmas kereskedelmi siker lett szerte a világban. A rádiók a cenzúrázott változatot kezdték el játszani 2006 augusztusának közepén. A SexyBackhez hasonló stílusú a My Love is, szintén van benne egy rész Timbalandnek és egy rapbetétet, melyet T.I. ad elő. A refrént Justin és Timbaland énekli. A dal fogadtatása nagyon pozitív volt a rajongók és kritikusok részéről, akik jobban kedvelik ezt a dalt a SexyBacknél. A dal 5/5-ös minősítése után 2006 dalának kiáltották ki a szerzeményt. Justin ezzel a dallal nyitotta meg a 2006 MTV European Music Awardsot, és a 2006 MTV Video Music Awardsot is. Timberlake a Saturday Night Live-on is előadta a dalt.
Timberlake lett az első számú férfi előadó, ezzel legyőzve Ushert, aki 2004-ben két egymást követő kislemezével első tudott lenni a Billboards Hot 100-on. A My Love lett Justin második #1 szerzeménye a Hot 100-on a SexyBack után. A dal három hétig volt a Hot 100 élén, és nyolc hétbe telt, míg felkerült az első helyre. Első lett a Piczo Top 50 listán is.
Az iTunes Music Store-ban különböző borítókhoz, különböző tartalom társul, mint:
- Piros – Eredeti verzió & hangszerelve
- Zöld – My Love: A remixek
- Kék – PodPak Kislemez (az eredeti verzióval, a Mike D Bass Mix-szel és a videóklippel)

## A videóklip
A videót Paul Hunter rendezte. Október 12-én volt a premier Magyarországon, a VIVA televízióban. A videó tartalmazza a Sexy Ladies Prelude részét, a Let Me Talk To You-t, amit Justin szintén Timbalanddal rögzített.
A videó elején egy stúdióban vagyunk, ami tele van lámpákkal. Ezeknek a fénye hol felvillan, hol nem. A videóban sok lány szerepel, Justin az egyikkel táncol. Timbaland és Justin közös jelenetében együtt énekelnek, majd véget ér a Prelude rész, és elkezdődik a My Love. Itt Justin egy fehér háttér előtt áll és énekel. Mikor ahhoz a részhez ér, hogy If I wrote you a symphony sok hegedű jelenik meg, és 3D-s technikával előreszállnak. Ezután véletlenszerűen hol fekete, hol fehér színű lesz a háttér, és hol a táncos rész jelenik meg, hol csak Justin. A rapbetétnél megjelenik T. I. is, hol egy lány társaságában, hol nélküle. A videó végén Justin már csak egy lánnyal táncol, aztán már csak egyedül. A kép ismét elkezd forogni: hol felülről látjuk Justint, hol alulról. Legvégül Justin kisétál a képből.

## Zenészek, közreműködők
- Írta: J. Timberlake, T. Mosley, N. Hills
- Producerek: Timbaland, Danja
- Billentyűk: Timbaland és Danja
- Dobok: Timbaland és Danja

## Sikerek a listákon
| Lista (2006)                        | Pozíció |
| ----------------------------------- | ------- |
| USA Billboard Hot 100               | 1       |
| USA Billboard Hot R&B/Hip-Hop Dalok | 2       |
| USA Billboard Pop 100               | 1       |
| USA Billboard Hot Adult Top 40      | 29      |
| USA Billboard Rhythmic Top 40       | 3       |
| USA Billboard Top 40 Mainstream     | 1       |
| Nemzetközi egyesített slágerlista   | 1       |
| Latin-amerikai Top 40               | 10      |
| Új-zélandi kislemezlista            | 1       |
| Dél-Afrika (Five Fm Top 40)         | 1       |
| Lengyel kislemezlista               | 1       |
| Koreai kislemezlista                | 1       |
| Eurochart Hot 100                   | 2       |
| Svéd kislemezlista                  | 2       |
| Svájci kislemezlista                | 2       |
| Brit kislemezlista                  | 2       |
| Brit letöltések                     | 2       |
| Ausztrál kislemezlista              | 3       |
| Német kislemezlista                 | 4       |
| Ír kislemezlista                    | 4       |
| Horvát kislemezlista                | 1       |
| Finn kislemezlista                  | 5       |
| Osztrák kislemezlista               | 6       |
| Portugál Top 50                     | 7       |
| Olasz kislemezlista                 | 12      |
| Kanadai rádiós lista                | 8       |
| Holland kislemezlista               | 12      |
| Francia kislemezlista               | 14      |
| Belga kislemezlista                 | 19      |
| Orosz kislemezlista                 | 15      |
| Brazil Hot 100 kislemezlista        | 1       |
| Chilei Top 100                      | 22      |
| Cseh kislemezlista                  | 9       |
| Bolgár kislemezlista                | 1       |